# Navarredonda y San Mamés
Navarredonda y San Mamés è un comune spagnolo di 110 abitanti situato nella comunità autonoma di Madrid.